# Burgoberbach
Burgoberbach ist eine Gemeinde im mittelfränkischen Landkreis Ansbach und zählt zur Metropolregion Nürnberg.

## Geografie

### Lage
Das Pfarrdorf Burgoberbach befindet sich auf einem Hochplateau zwischen der Fränkischen Rezat im Norden und der Altmühl im Süden. Durch den Ort fließt der Hesselbach, ein linker Zufluss der Altmühl. Im Westen befinden sich der Trüdinger Forst und der Steinbachforst.

### Nachbargemeinden
Nachbargemeinden sind (im Norden beginnend im Uhrzeigersinn): Ansbach, Weidenbach, Bechhofen und Herrieden.

### Gemeindegliederung
Es gibt sieben Gemeindeteile (in Klammern ist der Siedlungstyp angegeben):
- Burgoberbach (Pfarrdorf)
- Dierersdorf (Dorf)
- Gerersdorf (Dorf)
- Neuses (Dorf)
- Niederoberbach (Dorf)
- Reisach (Weiler)
- Sommersdorf (Pfarrdorf)

Die Einöde Hesselmühle zählt zum Gemeindeteil Burgoberbach.
Das Gemeindegebiet ist in den Gemarkungen Burgoberbach, Dierersdorf, Neuses, Niederoberbach und Sommersdorf aufgeteilt. Die Gemarkung Burgoberbach hat eine Fläche von 4,099 km². Sie ist in 1786 Flurstücke aufgeteilt, die eine durchschnittliche Fläche von 2295,06 m² haben.

## Geschichte

### Bis zur Gemeindegründung
Der Ort wurde 1150 in einer Urkunde des Heilsbronner Kloster als „de Oberenbach“ erstmals erwähnt. Die Form „Burgoberbach“ wurde 1349 erstmals bezeugt und diente zur Unterscheidung von Niederoberbach, das ursprünglich ebenfalls nur „Oberbach“ hieß. Das Kloster erwarb in Burgoberbach zwei Anwesen.
Aus der Stauferzeit stammt die Burg Sommersdorf, eine Wasserburg ca. 5 Kilometer südlich von Burgoberbach gelegen. Die Ursprünge stammen aus dem 13. Jahrhundert.
Im Geographischen statistisch-topographischen Lexikon von Franken (1799) wird der Ort folgendermaßen beschrieben:

„Burgoberbach, Eichstättisches Pfarrdorf im Ansbachischen Kreise des Fürstenthums Ansbach, 2 Stunden östlich von Herrieden auf dem Berge gelegen, darinn hat Eichstätt etlich und 30 Unterthanen, theils zum Stadtvogteyamte Herrieden und zum Fürstlichen Steueramte des Collegiatstifts, theils zum Kastenamte Ohrnbau, und zur Vogtey Eyburg gehörig. Es ist allda, nebst der Pfarrkirche zu St. Nikolaus, auch noch außer dem Dorfe die St. Leonhardskapelle, in welcher auch zuweilen der Gottesdienst gehalten werden muß, ein Pfarrhof und ein Schulhaus. Im Jahre 1313 [Sp. 509] verglich sich der eichstättische Bischoff Philipp von Rathsamhausen mit Adelheid, der Wittwe des Grafen Konrads von Oettingen und ihrem Bruder Krafts von Hohenlohe in Gegenwart des Königs Johannes von Böhmen und Pohlen, als Reichsverweser, daß der Bischoff, wenn er die Zugehörungen des zerstöhrten Schloßes Oberbach behalten wolle, die zur Zeit der Zerstörung bemelter Adelheid gehörten, ihr dafür eine Vergütung herausgeben müßte, nachdem das Jahr zuvor doch dieser König selbst auf eben dieses Schloß Anspruch gemacht hatte. Im Jahre 1316, als Friedrich von Oesterreich, und Ludwig der Bayer um das Reich stritten, und Hohenloh ersterm, Eichstätt aber lezterm anhieng, vertrieb Ludwig der Bayer den Grafen von Hohenlohe aus Burgoberbach, und raumte es dem Bischoffe von Eichstätt ein. Im Jahre 1317 gewährten Ludwig Graf von Oetting, dann Ludwig und Friedrich seine Vettern dem Bisthume Eichstätt das mit ihrer und anderer Hülfe von der Gewalt des Grafen von Hohenlohe wieder genommene Gut zu Oberbach mit allen Lehen und Ansprüchen gegen ein großes eichstättischer Seits dagegen gemachtes Opfer. Im Jahre 1318 traten auch die Gebrüder Konrad und Heinrich, (die Straße genannt) der Eichstättischen Kirche ihren Anspruch auf Oberbach ab, dessen Güter ihnen durch den Tod des Grafen Konrad von Oettingen ledig wurden. Im Jahre 1323 traten Graf von Hohenlohe seiner Schwester Adelheid, und Margaretha ihrer Tochter mit Anforderungen auf Oberbach etc. nochmal auf, wo der Eichstättische Bischoff Marquard I. von Hagel [Sp. 510] nach der Entscheidung des Königs Ludwig nochmal eine ansehnliche Summe Geldes dafür erlegen mußte. 1417 machte Albert Hiller von Burg-Oberbach, was er allda besaß, dem Bisthume Eichstätt lehenbar. Im Jahre 1523 kaufte Bischoff Gabriel von Eyb 2 Güter zu Oberbach vom Burghard von Wollmershausen mit Einwilligung seiner Gattinn einer gebohrnen Adelmännin von Adelmansfelden. 12 Unterthanen sind daselbst Ansbachisch, und gehören in das Kammer- und Justizamt Ansbach.“

Im 16-Punkte-Bericht des heilsbronnischen Vogtamts Merkendorf von 1616 wurden für Burgoberbach 2 Güter angegeben, die dem Verwalteramt Merkendorf unterstanden. Die Anwesen anderer Grundherren wurden nicht aufgelistet.
Laut dem 16-Punkte-Bericht des Oberamts Ansbach von 1684 gab es in Burgoberbach 36 Mannschaften. 1 Anwesen unterstand dem Hofkastenamt Ansbach, 6 Anwesen dem Stiftsamt Ansbach, 2 Anwesen dem Verwalteramt Merkendorf, 1 Anwesen dem Rat Ansbach, 1 Anwesen dem Amt Forndorf, 1 Anwesen dem Rittergut Sommersdorf der Herren von Crailsheim, 1 Anwesen der Kirchenstiftung zu Arberg, 1 Anwesen Syburg und 22 Anwesen dem eichstättischen Amt Herrieden. Das Hochgericht und die Dorf- und Gemeindeherrschaft übte das brandenburg-ansbachische Hofkastenamt Ansbach aus.
Gegen Ende des 18. Jahrhunderts gab es in Burgoberbach 35 Untertansfamilien, von denen 12 ansbachisch waren. Von 1797 bis 1808 unterstand der Ort dem Justiz- und Kammeramt Ansbach.
1806 kam Burgoberbach an das Königreich Bayern. Im Rahmen des Gemeindeedikts wurde 1808 der Steuerdistrikt Burgoberbach gebildet. Zu diesem gehörten Claffheim, Dierersdorf, Gerersdorf, Hohe Fichte, Neuses und Weiherschneidbach gehörten. Wenig später entstand die Ruralgemeinde Burgoberbach, die deckungsgleich mit dem Steuerdistrikt war. Sie war in Verwaltung und Gerichtsbarkeit dem Landgericht Herrieden zugeordnet und in der Finanzverwaltung dem Rentamt Herrieden (1919 in Finanzamt Herrieden umbenannt, seit 1929 Finanzamt Ansbach). Mit dem Zweiten Gemeindeedikt (1818) lösten sich von der Ruralgemeinde Burgoberbach ab:
- Ruralgemeinde Claffheim mit Hohe Fichte;
- Ruralgemeinde Dierersdorf mit Gerersdorf;
- Ruralgemeinde Neuses;
- Ruralgemeinde Weiherschneidbach.

Ebenfalls mit dem Zweiten Gemeindeedikt wurde Winterschneidbach von Großbreitenbronn nach Burgoberbach umgemeindet. Spätestens 1846 erfolgte die erneute Umgemeindung von Winterschneidbach nach Claffheim. Ab 1862 gehörte Burgoberbach zum Bezirksamt Feuchtwangen (1939 in Landkreis Feuchtwangen umbenannt). Die Gerichtsbarkeit blieb beim Landgericht Herrieden (1879 in Amtsgericht Herrieden umbenannt), seit 1931 ist das Amtsgericht Ansbach zuständig. Die Gemeinde hatte 1964 eine Gebietsfläche von 4,091 km².

### Religion
Die katholische Pfarrei St. Nikolaus, Burgoberbach, gehört zur Diözese Eichstätt.
Die selbstständigen evangelischen Kirchengemeinden Sommersdorf und Thann bilden gemeinsam eine Pfarrei und umfassen auch den Ort Burgoberbach.

### Eingemeindungen
Im Zuge der Gebietsreform in Bayern wurden am 1. Januar 1972 die Gemeinden Neuses, Niederoberbach und Sommersdorf eingegliedert.

### Einwohnerentwicklung
Im Zeitraum 1988 bis 2018 stieg die Einwohnerzahl von 2625 auf 3417 um 792 Einwohner bzw. um 30,2 %.
Gemeinde Burgoberbach
| Jahr      | 1979 | 1987   | 1991 | 1995 | 2005 | 2007   | 2008   | 2009   | 2010   | 2011   | 2012   | 2013   | 2014   | 2015   | 2016   | 2021   |
| Einwohner | 2377 | 2610   | 2849 | 3098 | 3375 | 3331   | 3354   | 3355   | 3359   | 3218   | 3214   | 3226   | 3244   | 3275   | 3341   | 3675   |
| Häuser    |      | 644    |      |      |      |        |        |        |        |        |        | 980    | 988    | 995    | 1004   | 1048   |
| Quelle    |      | [ 18 ] |      |      |      | [ 19 ] | [ 19 ] | [ 19 ] | [ 19 ] | [ 19 ] | [ 19 ] | [ 19 ] | [ 19 ] | [ 19 ] | [ 19 ] | [ 20 ] |

Ort Burgoberbach (= Gemeinde Burgoberbach bis zur Gebietsreform)
| Jahr      | 1818   | 1840   | 1852   | 1855   | 1861   | 1867   | 1871   | 1875   | 1880   | 1885   | 1890   | 1895   | 1900   | 1905   | 1910   | 1919   | 1925   | 1933   | 1939   | 1946   | 1950   | 1952   | 1961   | 1970   | 1987   |
| Einwohner | 322    | 357    | 357    | 371    | 353    | 341    | 348    | 381    | 388    | 397    | 385    | 405    | 411    | 411    | 433    | 432    | 496    | 526    | 559    | 849    | 872    | 860    | 1239   | 1530   | 1765   |
| Häuser    | 65     |        |        |        |        |        | 72     |        |        | 84     | 80     |        | 80     |        |        |        | 87     |        |        |        | 127    |        | 211    |        | 441    |
| Quelle    | [ 21 ] | [ 22 ] | [ 22 ] | [ 22 ] | [ 23 ] | [ 24 ] | [ 25 ] | [ 26 ] | [ 27 ] | [ 28 ] | [ 29 ] | [ 22 ] | [ 30 ] | [ 22 ] | [ 31 ] | [ 22 ] | [ 32 ] | [ 22 ] | [ 22 ] | [ 22 ] | [ 33 ] | [ 22 ] | [ 15 ] | [ 34 ] | [ 18 ] |

## Politik

### Gemeinderat
Der Gemeinderat hat 16 Mitglieder, dazu kommt der hauptamtliche Bürgermeister.
Davon entfallen auf die Fraktionen der
- CSU: sieben Sitze
- Gemeinsam für Burgoberbach (GFB): fünf Sitze
- Bürgerliste Ortsteile und Burgoberbach (BOB): vier Sitze

(Stand: Kommunalwahl vom 15. März 2020)

### Bürgermeister
Zum Ersten Bürgermeister wurde in der Stichwahl am 29. Mai 2011 der Sparkassenbetriebswirt Alfons Schock mit 67,8 Prozent der Stimmen gewählt. Die Wahl war notwendig geworden, da der bisherige Bürgermeister Andreas Kollay aus gesundheitlichen Gründen ausgeschieden ist.
Zum 1. April 2013 kündigte Alfons Schock wegen gesundheitlicher Probleme seinen Rücktritt als Bürgermeister an.
Am 23. Juni 2013 wurde Gerhard Rammler (* 1961) (CSU) mit 55,9 % der Stimmen zum neuen Ersten Bürgermeister gewählt, dieser trat das Amt am 25. Juni 2013 an. Er wurde am 15. März 2020 mit 87,9 % der Stimmen wiedergewählt.

### Wappen und Flagge
Wappen
| Wappen von Burgoberbach | Blasonierung: „In Rot ein goldener Balken, darüber ein herschauender, schreitender, silberner Löwe, darunter ein gesenktes silbernes Andreaskreuz.“ |
| Wappen von Burgoberbach | Wappenbegründung: Die Gemeinde Burgoberbach besteht seit 1972 aus den ehemals selbstständigen Gemeinden Burgoberbach, Neuses, Niederoberbach und Sommersdorf. Der Löwe ist dem Wappen der Herren von Oberbach entnommen, die im Mittelalter im Gemeindegebiet begütert waren. Der Balken aus dem Wappen der Freiherren von Crailsheim erinnert an deren Verbindung zu den Orten Niederoberbach und Sommersdorf. Die Grafen von Oettingen waren bischöflich eichstättische Lehensleute in Burgoberbach. Darauf weisen das Andreaskreuz aus dem Oettinger Stammwappen sowie die Farben Rot und Silber aus dem Eichstätter Hochstiftswappen. Dieses Wappen wird seit 1976 geführt. |

Flagge
Die Gemeindeflagge ist rot-gold-rot.

### Gemeindepartnerschaften
- Bujaleuf (Frankreich), seit 1991

### Raumordnung
Seit 2004 ist Burgoberbach Teil der kommunale Allianz AGIL, zu der auch die politischen Gemeinden Aurach, Herrieden und Leutershausen gehören.

## Kultur und Sehenswürdigkeiten

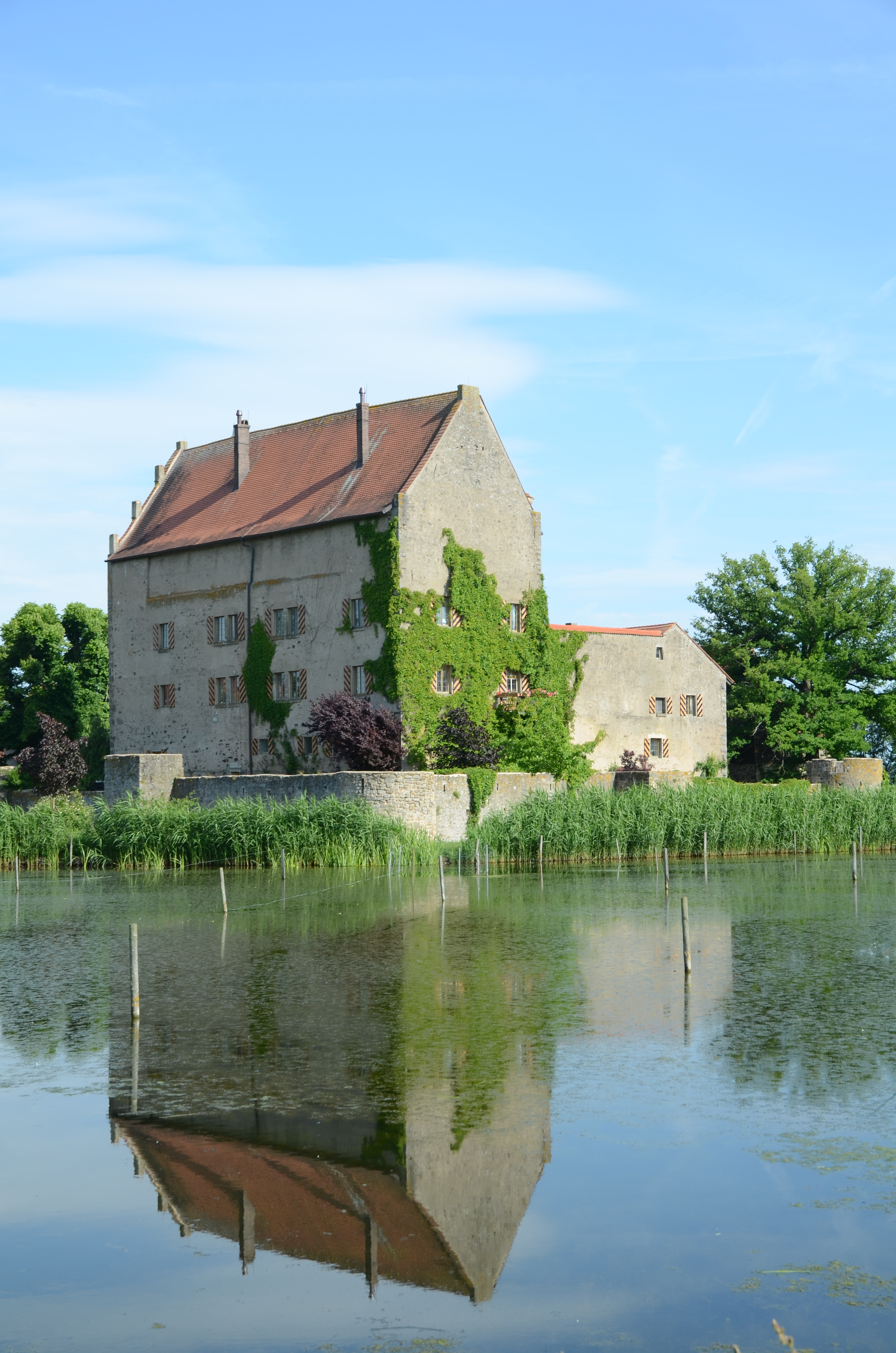
Schloss Sommersdorf

## Verkehr
Die Staatsstraße 2221 verläuft nach Claffheim zur Bundesstraße 13 (1,7 km nördlich) bzw. nach Niederoberbach (2,8 km südlich). Über die B 13 gelangt man unmittelbar nördlich zur Anschlussstelle 52 der A 6. Die St 2249 verläuft nach Rauenzell (3,6 km westlich) bzw. zur B 13 bei Nehdorf (2,3 km südöstlich). Gemeindeverbindungsstraßen führen nach Neuses (0,9 km südwestlich) und Weiherschneidbach (1,9 km südöstlich).

## Bildung und Kindergärten

### Schulen
- Albrecht-von-Eyb-Grundschule

### Kindergärten
- Gemeindliche Kneipp-Kindertagesstätte Pusteblume
- Katholische Kindertagesstätte Marienheim
- Kindertagesstätte des BRK

### Erwachsenenbildung
- Volkshochschule Burgoberbach

## Persönlichkeiten
- Albrecht von Eyb (1420–1475), Jurist und frühhumanistischer deutscher Schriftsteller und Übersetzer
- Brigitta Westphal (* 1944), deutsche Malerin
- Klaus Eder (* 1946), Soziologe und Hochschullehrer
- Markus Forster (* 1975), Triathlet
- Luisa Geiselsöder (* 2000), Basketballspielerin